# Edgar Clarke
Pour les articles homonymes, voir Clarke.
Edgar(d) Clarke (30 brumaire an VIII (21 novembre 1799) à Neuwiller, Bas-Rhin - 29 mars 1852 à Paris), 2e duc de Feltre, 2e comte d'Hunebourg, est un militaire et homme politique français du XIXe siècle.

## Biographie

### Carrière militaire
Fils aîné de Henry Jacques Guillaume Clarke, maréchal-duc de Feltre ministre de la Guerre, Edgar Clarke embrassa fort jeune la carrière des armes.
Il passa d'abord par les écoles militaires. En 1815, il entra dans la compagnie écossaise des gardes du corps du roi, avec le grade de sous-lieutenant.
Il fut depuis officier de carabiniers.
Nommé en 1823 capitaine au 4e régiment de cuirassiers, il fit la campagne d'Espagne. Il y gagna la croix de la Légion d'honneur. Il quitta le service militaire en 1829.

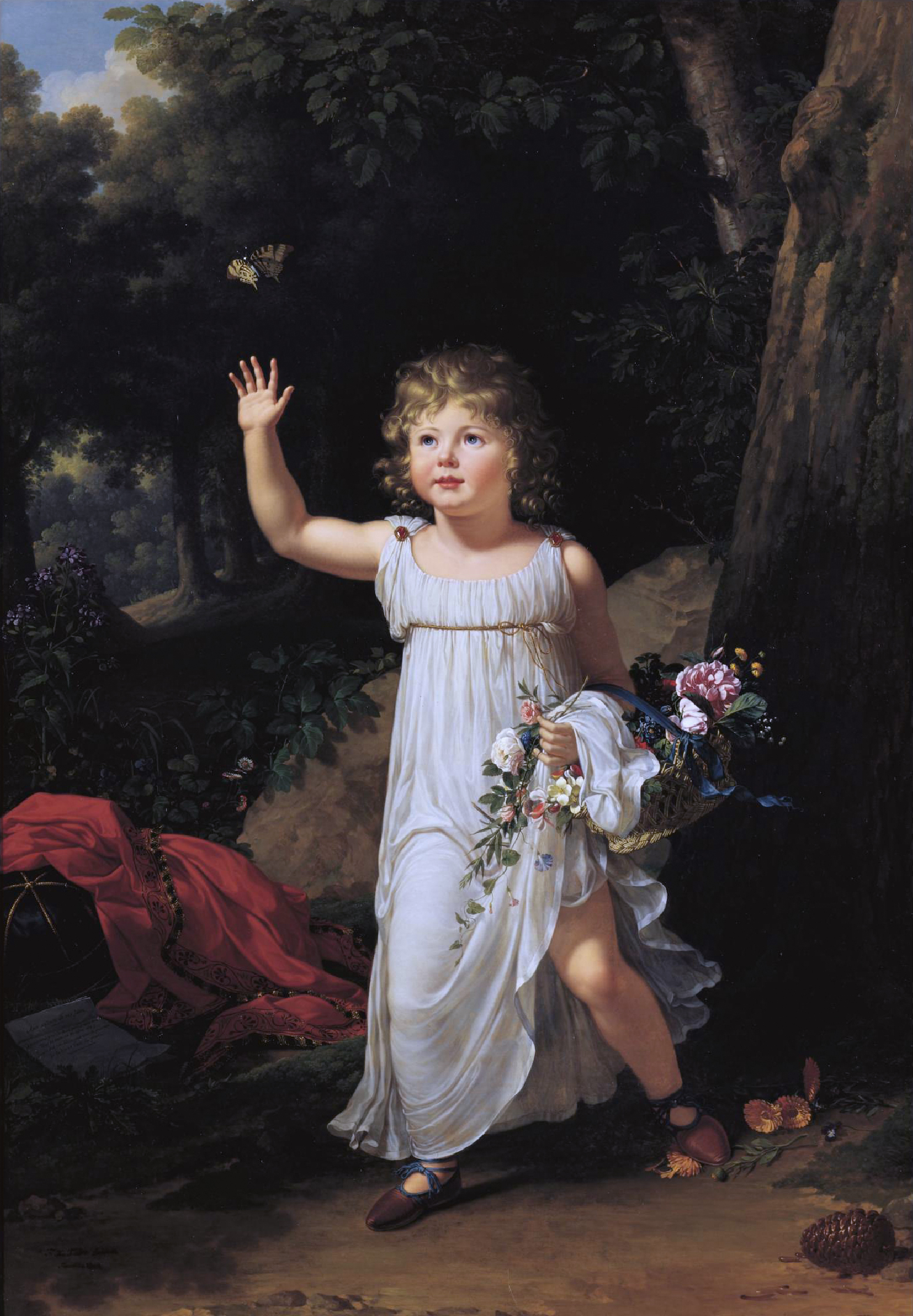
François-Xavier Fabre (1766–1837), Portrait du jeune Edgar Clarke, 1802, Musée Fabre, Montpellier.

### Carrière parlementaire
Après la mort de son père (1818), il lui succéda dans ses titres,, et fut appelé, par droit héréditaire, à lui succéder dans la dignité de « pair de France » (membre de la Chambre des pairs).
Il prit séance dès qu'il eut l'âge requis (7 février 1825), et soutint de ses votes le gouvernement de la Restauration.
« On conçoit aisément, dit un biographe, que la révolution de 1830 et les premiers actes de la nouvelle royauté furent loin de satisfaire un homme qui, à l'exemple de son père, croyait sincèrement que le salut du pays était dans le dogme de la légitimité. »
Il en résulta que, lorsqu'en 1832, le duc de Fitz-James et plusieurs autres pairs quittèrent la Chambre haute, le duc de Feltre se retira avec eux. « Comme eux, il faisait a une conviction politique fermement établie le sacrifice de cette haute position qu'il n'avait conservée depuis 1830, que dans l'espoir de contribuer à empêcher quelques-uns des maux résultant de l'ébranlement du pouvoir et de l'effervescence populaire. Cette probité politique était d'autant plus honorable, qu'en renonçant à la pairie, il se privait d'une dotation qui constituait une part notable de sa fortune, assez modique en raison de son titre et des charges nombreuses que lui imposait sa bienfaisance ».
Il ne sortit pas, depuis lors, de la vie privée.

### CollectionClarke de Feltre

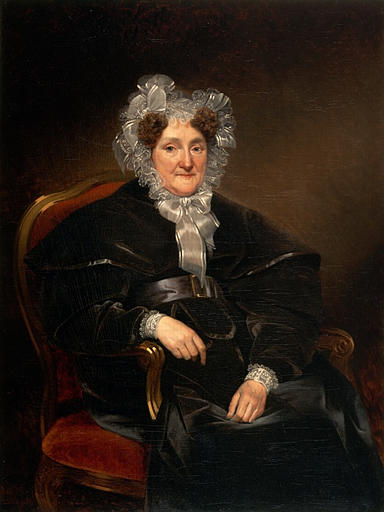
Claude Marie Dubufe (1790–1864), Portrait de la maréchale duchesse de Feltre Marie-Françoise Zaepffel (1768-1838), Musée des beaux-arts de Nantes.

À partir de cette époque, il vécut loin des agitations politiques, retiré comme à la campagne dans son hôtel situé a l'extrémité du faubourg Saint-Germain. Sa mère et son frère Alphonse vivaient avec lui. Ces douces affections de la famille, la lecture, les saines distractions qu'inspire le goût des arts, l'intimité d'un certain nombre d'amis dévoués, les soins d'une hospitalité simplement, mais noblement exercée, les sollicitudes d'une serviabilité ou d'une bienfaisance auxquelles nul ne fit jamais un vain appel, enfin quelques voyages d'exploration artistique avec son frère dans le nord de l'Italie et l'Allemagne rhénane, tel était le cercle dans lequel s'était concentrée son existence.
Cette douce quiétude fut cruellement troublée, en 1838, par la mort de sa mère, femme d'une bonté et d'une piété angéliques, dont la vie s'était passée à donner l'exemple de toutes les vertus. Cette perte cruelle et le vide immense qu'elle laissait dans la maison, rendirent encore plus indispensable et plus étroite, s'il était possible, l'union des deux frères. Leurs sentiments d'affection et de dévouement réciproques étouffaient a l'avance tout germe de désharmonie qu'auraient pu faire naître, sur quelques points, la dissemblance de leurs caractères et les tendances divergentes de leur esprit.
Le duc de Feltre était sérieux, mélancolique, souvent taciturne; son esprit était positif. Les lectures dont il s'était nourri avaient eu pour but principal d'acquérir des connaissances pratiques qui lui permissent d'apporter dans les discussions et les votes de la Chambre des pairs un concours utile et consciencieux. Très instruit en histoire, en géographie, en économie politique, il aimait peu la littérature légère, dans laquelle il classait la poésie. Il n'avait de sympathie et d'enthousiasme pour celle-ci que lorsqu'elle se traduisait en objets d'art, peinture, sculpture, architecture. Elle trouvait alors en lui un appréciateur éclairé, un admirateur sincère, qui lui-même savait manier un crayon. Mais la poésie sous forme littéraire n'avait guère de prise sur lui qu'à la condition d'être l'interprète de quelque sentiment noble et généreux, dont il entendait l'écho dans son propre cœur. Quant à la musique, le duc de Feltre, qu'une chute de cheval avait rendu un peu sourd, ne la subissait qu'avec une résignation plus ou moins patiente.
Le duc de Feltre était passionné pour les objets d'art. Depuis longtemps, les deux frères étaient convenus que celui d'entre eux qui survivrait à l'autre, léguerait à un Musée la collection de tableaux (Collection Clarke de Feltre) qu'ils avaient formée en commun, et dont ils voulaient éviter la dispersion, volonté qui a été réalisée en faveur de la ville de Nantes, par suite d'une disposition testamentaire du duc de Feltre. La collection fut conservée par le Musée des beaux-arts de Nantes.
Sans union ni postérité, son titre ducal, éteint à sa mort en 1852, fut relevé sous le Second Empire par son petit-neveu Charles-Marie-Michel de Goyon.